# Thượng Lật
Thượng Lật (giản thể: 上栗县; phồn thể: 上栗縣; bính âm: Shànglì Xiàn) là một huyện thuộc thành phố Bình Hương, tỉnh Giang Tây, Trung Quốc.

## Hành chính
Thượng Lật được chia ra làm 10 đơn vị hành chính cấp hương, gồm 6 trấn và 4 hương
- Trấn: Thượng Lật (上栗镇), Đồng Mộc (桐木镇), Kim Sơn (金山镇), Phúc Điền (福田镇), Bành Cao (彭高镇), Xích Sơn (赤山镇)
- Hương: Kê Quan Sơn (鸡冠山乡), Trường Bình (长平乡), Đông Nguyên (东源乡), Dương Kì (杨岐乡)